# The Smugglers
The Smugglers er en amerikansk stumfilm fra 1916 af Sidney Olcott.

## Medvirkende
- Donald Brian som John Battleby Watts.
- Cyril Chadwick som Brompton.
- Margaret Greene som Mrs. Brompton.
- Harold Vosburgh som Gray.
- Rita Bori som Sally Atkins.